# サクラチハルオー
サクラチハルオー（1978年2月28日 - 不明）は、日本の競走馬。1984年の播磨賞の勝ち馬である。

## 経歴
1980年（昭和55年）、デビュー。「サクラ」を冠するもサクラチヨノオーやサクラハイスピードといったサクラ軍団こと（株）さくらコマースとの関連は不明。1984年（昭和59年）に出走した播磨賞にて重賞初制覇。その後1987年（昭和62年）12月20日に水沢競馬場にて行われたアラ系一般での7着を最後に現役を引退。種牡馬には上がらず、その後の動向はわかっていない。

## 競走成績
- 1980年（2戦1勝）
- 1981年（9戦4勝）
- 1982年（14戦1勝）
- 1983年（17戦6勝）
- 1984年（14戦3勝）播磨賞
- 1985年（17戦2勝）
- 1986年（15戦1勝）
- 1987年（16戦0勝）

通算成績104戦18勝

## 血統表
| サクラチハルオーの血統                    | サクラチハルオーの血統           | サクラチハルオーの血統 | （血統表の出典） | （血統表の出典） |
| 父 ホクトライデン Hokuto Raiden 1972 鹿毛 | 父の父エルシド 1962 鹿毛         | Nithard                | Kesbeth          | Kesbeth          |
| 父 ホクトライデン Hokuto Raiden 1972 鹿毛 | 父の父エルシド 1962 鹿毛         | Nithard                | Nitouche         |                  |
| 父 ホクトライデン Hokuto Raiden 1972 鹿毛 | 父の父エルシド 1962 鹿毛         | Farida IV              | Elseneur         | Elseneur         |
| 父 ホクトライデン Hokuto Raiden 1972 鹿毛 | 父の父エルシド 1962 鹿毛         | Farida IV              | Lady Salmson     |                  |
| 父 ホクトライデン Hokuto Raiden 1972 鹿毛 | 父の母ミヤツバメ 1960            | ライジングフレーム     | The Phoenix      | The Phoenix      |
| 父 ホクトライデン Hokuto Raiden 1972 鹿毛 | 父の母ミヤツバメ 1960            | ライジングフレーム     | Admirable        |                  |
| 父 ホクトライデン Hokuto Raiden 1972 鹿毛 | 父の母ミヤツバメ 1960            | 梅汐                   | 白雪             | 白雪             |
| 父 ホクトライデン Hokuto Raiden 1972 鹿毛 | 父の母ミヤツバメ 1960            | 梅汐                   | 鶴霜             |                  |
| 母 ミスタグオン 1963 鹿毛                 | 母の父カツラシユウホウ 1955 栗毛 | プリメロ               | Blandford        | Blandford        |
| 母 ミスタグオン 1963 鹿毛                 | 母の父カツラシユウホウ 1955 栗毛 | プリメロ               | Athasi           |                  |
| 母 ミスタグオン 1963 鹿毛                 | 母の父カツラシユウホウ 1955 栗毛 | ミネノマツ             | セフト           | セフト           |
| 母 ミスタグオン 1963 鹿毛                 | 母の父カツラシユウホウ 1955 栗毛 | ミネノマツ             | 第五オーグメント |                  |
| 母 ミスタグオン 1963 鹿毛                 | 母の母タグオン 1938 栗毛         | タグ                   |                  |                  |
| 母 ミスタグオン 1963 鹿毛                 | 母の母タグオン 1938 栗毛         | タグ                   |                  |                  |
| 母 ミスタグオン 1963 鹿毛                 | 母の母タグオン 1938 栗毛         | チツプオン             |                  |                  |
| 母 ミスタグオン 1963 鹿毛                 | 母の母タグオン 1938 栗毛         |                        |                  |                  |
| 出典                                      | 1.                               | 1.                     | 1.               | 1.               |

半兄にフジマツオー（1975年生、父:センジユ、日本海特別3着2回）が、半弟にトライバルヒーロー（1982年生、父:トライバルセンプー、1985年鞆の浦賞）がいる。